# سمير طه
سمير عبد الجبار إسماعيل طه (وُلد في 15 يوليو 1961 في جنين – ) طبيب ودبلوماسي فلسطيني وأحد أعضاء حركة فتح، شغل بين عامي 2013 و2025 منصب سفير دولة فلسطين لدى السودان.

## حياته
وُلد سمير طه عام 1961 إبان فترة الإدارة الأردنية للضفة الغربية. يحمل درجة البكالوريوس في الطب البشري من جامعة الخرطوم.
في 9 فبراير 2013، أدى اليمين القانونية أمام الرئيس محمود عباس في عمان سفيرًا لدولة فلسطين لدى السودان.
في 20 مارس 2013، سلّم في الخرطوم نسخة من أوراق اعتماده إلى الرئيس السوداني عمر البشير سفيرًا مفوضًا وفوق العادة لدولة فلسطين لدى بلاده.
في 15 يونيو 2025، التقى برئيس مجلس السيادة الانتقالي في السودان عبد الفتاح البرهان لمناسبة انتهاء مهامه.

### الحياة الشخصية
كان والده عبد الجبار طه (من مواليد زيتا طولكرم) ممرضًا يعمل في الجيش الأردني بين عامي (1954 و1967). انضم إلى حركة فتح وتنقل مع الثورة الفلسطينية.
له 4 إخوة و4 أخوات.